# Syzyniusz II (patriarcha Konstantynopola)
Syzyniusz II, gr. Σισίνιος Β΄ (zm. 24 sierpnia 998) – patriarcha Konstantynopola w latach 996–998. 

## Życiorys
Został patriarchą po czterech latach wakatu (992–996). Sprawował urząd od 12 kwietnia 996 do 24 sierpnia 998. Po jego śmierci nastąpił ponownie wakat do 1001 r. Zarówno jego nominacja i długi wakat może sugerować ingerencję cesarza Bazylego II w sprawy Kościoła.